# Сулайманкулов, Какин Сулайманкулович
Какин Сулайманкулович Сулайманкулов (1 марта 1933 — 21 июня 2017) — советский и киргизский учёный-химик, доктор химических наук, профессор, заслуженный деятель науки Кыргызстана, лауреат Государственной премии Кыргызской Республики в области науки и техники (1994), почётный гражданин Бишкека (2003), академик НАН Кыргызстана.

## Биография
Родился 1 марта 1933 года в селе Новороссийка (ныне — Шабдан), Кеминский район, Чуйская область, в семье колхозника.
В 1953 году окончил с отличием биологический факультет Киргизского государственного университета. В 1958 году защитил кандидатскую диссертацию в Ростовском государственном университете. Сулайманкулов стал первым киргизом, который получил докторскую степень по химии.
С 1953 года и до выхода на пенсию Сулайманкулов работал в структуре Национальной академии наук Киргизии. С 1958 по 1959 год он работал младшим научным сотрудником, в 1959—1961 годах — старший научный сотрудник, с 1961 по 1989 год возглавлял лабораторию, с 1989 по 1994 год был директором Института химии.
С 1994 по 2003 год Сулайманкулов занимал должность первого вице-президента НАН Кыргызстана, затем работал в системе Национальной академии наук на разных позициях.
Сулайманкулов внёс значительный вклад в развитие исследований комплексных соединений, физико-химического анализа и химии карбамида. Значительный вклад Сулайманкулов сделал в развитие теории химической науки и химической технологии. Он открыл явление гидротропности амидных растворов, его наработки по этому вопросу использовались для добычи редких элементом на Куттуу-Сайском месторождении. Сулайманкулов разработал новый метод создания кристаллофосфоров, которые имеют потенциал использования в новой технике и как индикаторы в медицине. Он обосновал новый способ получения особенно чистых металлов. Сулайманкулов с коллегами получил первый евразийский патент на разработанный новый тип удобрений, содержащий комплекс микроэлементов, необходимых для роста и развития растений. Он предложил новый способ получения безводных катализаторов на базе комплексов карбамида, способ извлечения промышленных продуктов в редкоземельном производстве.
Сулайманкулов выступал с докладами о результатах своей работы на крупных симпозиумах в странах СНГ, международных форумах в Японии, Италии, Португалии, Венгрии, Таиланде, Шри-Ланке, Индии, Пакистане. В статусе координатора Межправительственного форума по химической безопасности ООН (1994—2011) он представлял Кыргызстан на заседаниях в Швеции, Канаде, Бразилии, Таиланде, Венгрии, Сенегале.
Автор свыше 610 научных работ и монографий, запатентовал 14 изобретений. Около 100 его работ переведены на английский язык и напечатаны в передовых американских и британских научных изданиях. Сулайманкулов воспитал 42 кандидата и четырёх докторов наук.
За научную и преподавательскую деятельность Сулайманкулов был награждён медалью «За доблестный труд. В ознаменование 100-летия со дня рождения В. И. Ленина», медалью им. Баласагына (2001), именной медалью Лахорского научного центра Пакистана, Грамотой, двумя Почётными грамотами Верховного Совета Киргизской ССР, почётным званием «Заслуженный деятель науки Киргизской Республики». В 1994 году Сулайманкулову присуждена Государственная премия Кыргызстана в области науки и техники. В 2003 году Сулайманкулов был награждён орденом «Манас» ІІІ степени. В том же году ему было присвоено звание почётного гражданина Бишкека.
Скончался 21 июня 2017 года, панихида состоялась 23 июня в главном корпусе Национальной академии наук. Похоронен на Ала-Арчинском кладбище.

## Изобретения
- Способ извлечения редкоземельных элементов из твердых сульфатов. Авт. св. № 632175, 1978.
- Способ извлечения эрбия из кислых растворов. Авт. св. № 875765, 1981.
- Диаквамагаивдихлорид, проявляющий снотворное и наркотическое действие. Авт. св.№ 1593170, 1990.
- Способ стимулирования роста и развития растений кукурузы. Авт. св. № 1685351, 1991.
- Способ выделения золота из сплавов. Предварительный патент Кыргызской Республики № 351, 1999.